# TT121
La tombe thébaine TT 121 est située à Cheikh Abd el-Gournah, dans la nécropole thébaine, sur la rive ouest du Nil, face à Louxor en Égypte.
C'est la sépulture d'Ahmes (J'h-ms), premier prêtre-lecteur d'Amon, durant le règne de Thoutmôsis III (XVIIIe dynastie).